# سيميون جاكوبس
سيميون جاكوبس (بالإنجليزية: Simeon Jacobs)‏ هو قاضي جنوب أفريقي، ولد في 1839، وتوفي في 15 يونيو 1883.